# Arrondissement La Trinité
Das Arrondissement La Trinité ist eine Verwaltungseinheit des französischen Départements Martinique. Hauptort (Unterpräfektur) ist La Trinité.

## Einwohnerentwicklung
| 1967   | 1974   | 1982   | 1990   | 1999   | 2006   |
| ------ | ------ | ------ | ------ | ------ | ------ |
| 76.653 | 77.161 | 73.488 | 78.922 | 84.880 | 87.064 |

## Gemeinden
Die 10 Gemeinden des Arrondissements La Trinité sind:
| Gemeinde                  | Einwohner 1. Januar 2022 | Fläche km² | Dichte Einw./km² | Code INSEE | Postleitzahl |
| ------------------------- | ------------------------ | ---------- | ---------------- | ---------- | ------------ |
| Basse-Pointe              | 2.810                    | 27,95      | 101              | 97203      | 97218        |
| Grand’Rivière             | 508                      | 16,60      | 31               | 97211      | 97218        |
| Gros-Morne                | 9.752                    | 54,25      | 180              | 97212      | 97213        |
| L’Ajoupa-Bouillon         | 1.693                    | 12,30      | 138              | 97201      | 97216        |
| La Trinité                | 11.622                   | 45,77      | 254              | 97230      | 97220        |
| Le Lorrain                | 6.607                    | 50,33      | 131              | 97214      | 97214        |
| Le Marigot                | 2.991                    | 21,63      | 138              | 97216      | 97225        |
| Le Robert                 | 21.490                   | 47,30      | 454              | 97222      | 97231        |
| Macouba                   | 1.001                    | 16,93      | 59               | 97215      | 97218        |
| Sainte-Marie              | 14.827                   | 44,55      | 333              | 97228      | 97230        |
| Arrondissement La Trinité | 73.301                   | 337,61     | 217              | 9722       | –            |

## Kantone
Bis 2015 bestanden im Arrondissement La Trinité die folgenden 11 Kantone:
| - L’Ajoupa-Bouillon - Basse-Pointe - Gros-Morne - Le Lorrain - Macouba - Le Marigot | - Le Robert-1 Sud - Le Robert-2 Nord - Sainte-Marie-1 Nord - Sainte-Marie-2 Sud - La Trinité |